# Leptochilus ambitiosus
Leptochilus ambitiosus är en stekelart som beskrevs av Giordani Soika 1986. Leptochilus ambitiosus ingår i släktet Leptochilus och familjen Eumenidae. Inga underarter finns listade i Catalogue of Life.